# Severija Janušauskaitė
Severija Janušauskaitė (ur. 22 października 1981 w Szawlach) – litewska aktorka filmowa i serialowa, absolwentka akademii teatralnej w Wilnie (2005 r.).

## Wybrana filmografia
- Anarchija Zirmunuose (2010) jako Sandra
- Klejnoty koronne (2010) jako strażniczka więzienna
- Gwiazda (2014) jako Margarita
- Chasing Solace (2015) jako Lina
- Ryba-mechta (2016) jako Helena
- Babilon Berlin (2017) jako Svetlana Sorokina
- #Selfi (2018) jako Lera